# Cines Renoir
Els Cines Renoir són un grup de cinemes espanyol, amb sales de cinema a diferents ciutats, i que deuen el seu nom al cineasta Jean Renoir. Des de 2012 només queden sis sales d'exhibició: una a Barcelona (l'antic Cinerama Florida, al carrer Floridablanca, 135), una a Santa Cruz de Tenerife i quatre a Madrid. La seva oferta cinematogràfica està especialitzada en les versions originals subtitulades de les seves pel·lícules.
El Renoir Les Corts, ubicat al barri de Les Corts de la ciutat comtal, va obrir el 25 de juny de 1996, i va ser el tercer de la cadena d'Alta Films en tancar, el 21 de juny de 2012, després del Renoir Palma (a Mallorca) i el Renoir Audiorama (a Saragossa), el quart comptant els Multicines Cuenca, a Conca. Enrique González Macho, propietari de l'empresa que gestiona els cinemes i de l'Acadèmia de Cinema Espanyol, va afirmar en aquell moment que tancaven ateses les pèrdues acumulades els darrers anys, però que ho feien "amb la major dignitat i respecte, sense deure ni un euro als treballadors, ni a la Seguretat Social, ni als proveïdors", i que seguirien mantenint "una cartellera variada i de qualitat" a les seves sales. No obstant això, la plataforma ciutadana "Salvem els Renoir" va aconseguir reobrir el cinema de Palma com a CineCiutat el juliol d'aquell any.
Després d'altres tancaments, l'abril de 2013, davant la desaparició de la distribuïdora Alta Films, es va obrir un futur incert per a les sales dels Cines Renoir, tot i que González Macho va assegurar que de moment el Renoir Floridablanca de Barcelona seguiria en peu.